# روي فنسنت
روي فنسنت (بالإنجليزية: Roy Vincent)‏ هو سياسي أسترالي، ولد في 6 فبراير 1892، وتوفي في 5 يونيو 1965 بسيدني في أستراليا. حزبياً، نشط في Progressive Party (1920) ‏. وقد انتخب عضو الجمعية التشريعية نيو ساوث ويلز.